# Citroën Hypnos
De Citroën Hypnos is een conceptauto van het Franse merk Citroën. De Hypnos werd geïntroduceerd in oktober 2008 tijdens de Mondial de l'Automobile in Parijs.

## Ontwerp

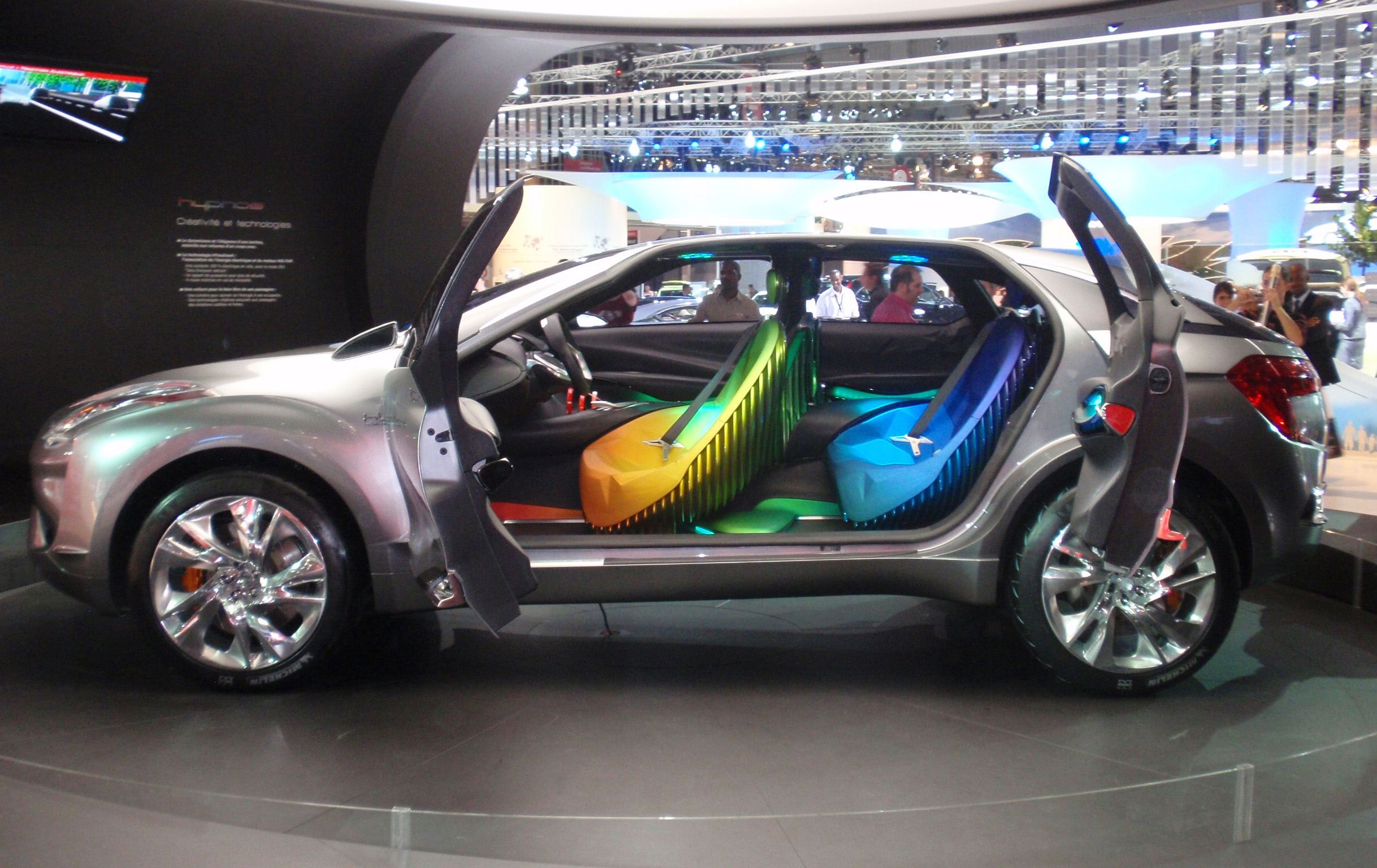
Zijkant van de Hypnos en interieur

De Hypnos heeft een sportief gestroomlijnd staalgrijs uiterlijk en een kleurrijk interieur die sterk met elkaar in contrast staan.
De auto bevat vier stoelen die aan weerszijden van een centrale helix zijn geplaatst. Zowel de helix als de stoelen zijn in regenboogkleuren uitgevoerd. De reden voor dit ontwerp was, volgens de ontwerper, om men te doen denken aan DNA en organisch leven om zo de focus van Citroën op menselijke waarden te benadrukken. Het dashboard bestaat uit prisma's waarin de gegevens zoals snelheid en toerental getoond worden in de kleuren van de regenboog als gevolg van de prisma-vorm. Het dashboard bevat ook een klok die ontworpen is door Michel Serviteur die afhankelijk van de tijd een andere kleur heeft. In het midden van het dashboard bevindt zich een aanraakscherm en in de openingen van de luchtkanalen in de auto zijn leds geplaatst die afhankelijk van de temperatuur een andere kleur hebben.
De stoelen zijn gemaakt van hoekige opblaasbare componenten die men kan laten leeglopen om zo meer ruimte te creëren. De achterdeuren scharnieren naar achter (zelfmoorddeuren) en er bevindt zich geen pilaar tussen de voordeur en de achterdeur. Als gevolg hiervan kan het gehele interieur als één geheel gezien worden als beide deuren tegelijk openstaan en is het gemakkelijk om achter in te stappen.

## Technisch
De Hypnos is een combinatie tussen een SUV en berline. De Hypnos is uitgerust met een hybride-motor die 200pk voortbrengt. De voorste motor is een 2 liter HDi DPFS diesel motor die 200pk voortbrengt en een koppeling heeft van 420Nm en vastzit aan een automatische versnellingsbak met zes versnellingen. De achterste motor is een elektrische motor die boven de achteras is geplaatst en 50 pk met een koppeling van 200Nm voortbrengt.
De Hypnos is uitgerust met "Start & Stop" technologie die de dieselmotor uitschakelt in de file en zodra de auto voor een stoplicht staat. Gedurende die tijd wordt er volledig gebruikgemaakt van de elektrische motor die zelfstandig voor ongeveer 3 kilometer kan functioneren op de interne batterij.
Verder beschikt de auto over hydraulische vering van de derde generatie en een mogelijkheid om handmatig te kiezen tussen vierwielaandrijving of enkel voor- of achterwielaandrijving.
Deze motor heeft een verbruik van 4,5 Liter op 100/km en stoot de motor 120gr/km uit.